# Cantón de Aulnoy-lez-Valenciennes
El cantón de Aulnoy-lez-Valenciennes es una división administrativa del departamento Norte, Francia. Fue creado en la reorganización cantonal francesa que entró en vigor en marzo de 2015. Su sede está en la localidad de Aulnoy-lez-Valenciennes. 
Se compone de las siguientes comunas:
| 1. Artres 2. Aubry-du-Hainaut 3. Aulnoy-lez-Valenciennes 4. Bellaing 5. Famars 6. Haspres 7. Haulchin 8. Haveluy 9. Hérin 10. Maing | 1. Monchaux-sur-Écaillon 2. Oisy 3. Petite-Forêt 4. Prouvy 5. Quérénaing 6. Rouvignies 7. La Sentinelle 8. Thiant 9. Trith-Saint-Léger 10. Verchain-Maugré |